# Rice (Oregon)
Rice az Amerikai Egyesült Államok északnyugati részén, Oregon állam Wasco megyéjében, a U.S. Route 197 közelében elhelyezkedő önkormányzat nélküli település.
Névadója Horace Rice telepes. A Great Southern Railroad vasútállomása 1905-ben nyílt meg.

## Fordítás
- Ez a szócikk részben vagy egészben  a   Rice, Oregon című angol Wikipédia-szócikk ezen változatának fordításán alapul.  Az eredeti cikk szerkesztőit annak laptörténete sorolja fel. Ez a jelzés csupán a megfogalmazás eredetét és a szerzői jogokat jelzi, nem szolgál a cikkben szereplő információk forrásmegjelöléseként.